# Стрілянина в Мукачевому
Стрілянина в Мукачеві — надзвичайна подія, що сталася близько 14 години 11 липня 2015 року в місті Мукачеві Закарпатської області України.
За твердженням «Правого сектора», депутат-регіонал Михайло Ланьо на прізвисько «Блюк» викликав на «переговори» бійців «Правого сектора», бо вони заважали нардепу провозити контрабанду, після чого стався організований напад міліції та бандитів під керівництвом Михайла Ланя на бійців «Правого сектора».
За твердженням міліції, причиною конфлікту став напад бандформування на мирних громадян.

## Хід подій
11 липня на зустріч з місцевим кримінальним авторитетом та народним депутатом Михайлом Ланьом до Мукачевого прибули бійці 1-го запасного батальйону ДУК «Сонечко». Зустріч відбулася в спорткомплексі «Антарес», який належить родині Ланя. Під час переговорів відбулася перестрілка, де було важко поранено чоловіка з оточення Блюка. Після того, як на місце конфлікту приїхали працівники МВС, бійці ДУК, які прибули на зустріч на трьох броньованих позашляховиках, застосували димову гранату і вирвались за місто.
На трасі їх зупинив блокпост міліції, через який бійці «Правого сектора» прорвалися з боєм, застосувавши автомати, кулемет, встановлений на одній з машин, та гранатомети. У результаті перестрілки три машини міліції були знищені, АЗС, біля якої стався бій, загорілась. Бійці «ПС» прорвались до лісу поблизу села Лавки, де зайняли оборону.
Пізніше на вулицях міста були помічені озброєні особи в цивільному одязі. Особливо примітним був чоловік у спортивному костюмі, озброєний мисливським карабіном, фото якого швидко розповсюдилося у ЗМІ. Прес-секретар МВС Артем Шевченко назвав його співробітником мукачівської міліції:
|  | Відразу хочу уточнити: ті особи зі зброєю, але в цивільному одязі, яких продемонстрували на відео Радіо Свобода і Reuters — це працівники міліції, які були підняті по тривозі і які не встигли переодягнутися у формений одяг. |

Однак пізніше виявилося, що чоловіка звуть Йовбак Микола Миколайович і він є людиною з угруповання Михайла Ланя. Після цього Артем Шевченко заявив, що Микола Йовбак — мисливець, який «випадково опинився» на місці подій і з власної ініціативи зупинився та приєднався до співробітників міліції.
Перемовником з «Правим сектором» зголосився бути нардеп та закарпатський олігарх Віктор Балога. Генпрокуратура створила міжвідомчу групу для розслідування цього епізоду, який в ГПУ кваліфікували як створення злочинної організації та теракт. СБУ та МВС готували штурм позицій бійців у лісі. Самі бійці заявили, що складуть зброю лише за умови, що їх про це попросить провідник «Правого сектора» Дмитро Ярош. Ярош прилетів у Закарпаття разом з керівником ДУК Андрієм Стемпіцьким та керівником партії Андрієм Тарасенком. Через це запланований раніше штурм відклали.
«Правий сектор» вимагав заарештувати Ланя, Медведчука, і керівництво місцевої міліції. Також вони вимагали відставки глави МВС Арсена Авакова.
Станом на 09:00 12 липня, за інформацією Мустафи Найєма, штурм відкладався протягом всієї ночі, останній раз планувався у неділю о 9 ранку. Представники «ПС» відійшли по хребту на північ від с. Лавки в сторону районного центру Перечин і Великоберезнянського району.
В ніч на 13 липня було затримано двох поранених бійців, обидва уродженці Закарпаття, 1990 та 1998 року народження. Їх доправили до ужгородської лікарні, де вони перебували під охороною.
Увечері 13 липня СБУ затримало ще двох бійців, які за словами Стемпіцького добровільно здалися, щоб надати інформацію про конфлікт. Вони були доправлені спецрейсом до Києва для подальшого розслідування.
14 липня СБУ відзвітувала про проведення понад 40 обшуків у помешканнях осіб, з якими виник конфлікт у «Правого сектора», де було виявлено та вилучено вогнепальну нарізну та гладкоствольну зброю, гранати, бойові набої, пристрій нічного бачення, холодну і травматичну зброю тощо.

### Інтерпретація Авакова
За твердженням радника міністра МВС Антона Геращенка, група озброєних осіб чисельністю 15–20 чоловік приїхала на об'єкт, до якого був причетний народний депутат Ланьо. Міністр Аваков повідомив, що «невідоме бандформування» здійснило напад на цивільний об'єкт, застосували гранатомет, знищили два поліцейських авто, поранили 4 цивільних особи і 3 працівників поліції. Поліцейські заблокували нападників на базі та запропонували їм здатись. До міста було направлено службовців СБУ, в тому числі спецпідрозділи, а також введено Нацгвардію України.

### Версія «Правого сектора»
Депутат ВРУ Ланьо (Воля народу) покликав бійців «Правого сектора», щоб погрозами примусити тих не перешкоджати контрабанді, організованій його злочинним угрупуванням. Ланьо погрожував бійцям і хвалився, що за ним і його партнером (начальником поліції Закарпаття Шараничем Сергієм Олексійовичем) — стоїть проросійський олігарх Медведчук (власник «Українського вибору»). Згодом на двох позашляховиках Тойота приїхала група бойовиків з кулеметами й бійці «Правого сектора» вирішили відійти. Щоб прикрити відхід, вони кинули димову шашку і в цей момент почалась стрілянина, в результаті якої одного бійця «Правого сектора» було поранено.
Після цього бійці «ПС» проїхали один блокпост поліції, проте біля наступного блокпоста місцева поліція автоматними чергами змусили їх зупинитися. В цей час керівнику бійців «Правого сектора» зателефонував партнер Ланьо по контрабанді Шаранич і запропонував їм «здатися протягом 40 секунд, інакше їх знищать». Проте бійцям вдалося прорвати оточення та відступити в гори.
Правий сектор заявив, що особи, наближені до Ланьо, разом зі співробітниками поліції, спробували знищити бійців «ПС» у Мукачевому. Після бою було вбито двох бійців «ПС» та поранено чотирьох. За твердженням організації, її бійці прорвали оточення та відступили в гори. Співробітники поліції, за даними ПС, перебували на утриманні Медведчука. Крім того, організація анонсувала пікет Адміністрації Президента України. Про підтримку дій «ПС» заявив батальйон ОУН.

### Версія Михайла Ланьо
Ланьо заявив, що безпосередньо перед перестрілкою розмовляв із командиром «Правого сектора» на Закарпатті про санаторії.

## Розслідування
12 липня 2015 року заступник голови СБУ Віталій Маліков повідомив, що було створено оперативну групу для розслідування. Ця група провела обшуки у Мукачевому та Ужгороді. За словами Ланя, обшук у нього було проведено. Він заявив, що це були не слідчі і не СБУ. Хто саме — нардеп не зазначив.
За словами Антона Геращенка, 12 липня 2015 року двоє бійців «ПС», заблоковані під Мукачевим, добровільно здались. «ПС» спростував це та заявив, що двох бійців з кульовими пораненнями переправили до лікарні.

12 липня 2015-го у «ПС» повідомили:: 
|  | Депутат Ланьо — кримінальний авторитет, контрабандист, винуватець розстрілу наших побратимів в Мукачевому, виїхав за кордон. Його пропустили на кордоні в Закарпатті, де він тримав грандіозні потоки контрабанди, зокрема, наркотиків. |

23 липня Ланьо покинув Україну виїхавши до Угорщини. Перед цим, 17 липня, він вже намагався виїхати з країни, але на кордоні його не пропустили через «неполадки у комп'ютері». 31 липня, після відпочинку в Італії, він повернувся до України.
17 вересня 2015 — Тимчасова слідча комісія ВРУ щодо розслідування конфлікту надала раді звіт.
За даними розслідування, 11 липня 2015 року у Мукачевому під час перестрілки ушкодження отримали 5 працівників МВС та 5 цивільних.
Прокуратура Закарпаття відкрила кримінальну справу:
- ч. 3 ст. 258 ККУ) — терористичний акт, застосування зброї, вчинення вибуху, підпалу чи інших дій, які створювали небезпеку людям або заподіяння значної майнової шкоди чи настання інших тяжких наслідків, які призвели до загибелі людини;
- ст. 255 ККУ — створення злочинної організації.[25]

## Загиблі
Загиблим 11 липня 2015 року виявився член «ПС» з позивним «Пух» Ігнатоля Руслан Васильович (нар. 3 грудня 1978 у Мукачевому, де і був прописаний). У 1999-2014 жив та працював у Португалії (Лісабон). Як писали ЗМІ: 
Жоден не покараний за його смерть, жодного розслідування, спроб шукати винних не було (на відміну від загибелі відомого в Мукачевому кримінальника, охоронця авторитета-нардепа, котрого чомусь назвали «випадковим перехожим»). 
В документах про смерть, які видали його рідним, постріл у спину цинічно названо «відкритою раною черевної порожнини».
Ігнатоля спочатку очолював бойову групу Мукачівського районного осередку «ПС», згодом був командиром однієї з рот 1-го запасного батальйону «ДУК».
11 липня 2015-го охоронець Михайла Ланя спортсмен Повідайчик Іван Іванович (нар. 1965 в селі Станово Мукачевського району) отримав поранення, від якого помер 19 липня у лікарні.

## Реакція

### Реакція суспільства

#### Полк «Азов»
Бійці полку «Азов» закликали активістів взяти під контроль розслідування інциденту, щоб винуватців було покарано. Вони обіцяли надати допомогу для врегулювання конфлікту:
|  | Для неупередженого та об'єктивного розслідування пропонуємо зняти депутатську недоторканість з народних депутатів Ланя і Балоги як головних винуватців конфлікту. А також — взяти під контроль дії правоохоронних структур, участь яких у вирішенні цього конфлікту викликають сумніви щодо їхньої незаангажованості. |

#### Дмитро Ярош
Керівник «Правого сектора» Дмитро Ярош назвав ситуацію небезпечною для держави. Він виїхав до Мукачевого і заявив:
|  | Закликаємо продовжити безстрокові політичні акції до арешту винних, на думку "Правого сектора", у трагедії Ланя, Медведчука та відправки у відставку всього керівництва силових структур Закарпатської області та міністра внутрішніх справ Авакова. |

#### Дмитро Кулеба
11 липня 2015 — посол з особливих доручень МЗС Дмитро Кулеба зазначив, що після цих подій на кордоні з ЄС можуть виникнути перешкоди у встановленні безвізового режиму з ЄС.

#### Валентин Наливайченко
Колишній голова СБУ Наливайченко вважає інцидент наслідком бездіяльності влади, імітації боротьби з корупцією та невирішеності питань добровольчих батальйонів. Він зазначив, що конфлікт мав бути негайно вирішений мирним шляхом, і що неприпустимо патріотів України оголошувати терористами, розгортаючи проти них антитерористичну операцію. Він заявив: 
|  | У зв'язку з цим закликаю в понеділок, 13 липня, негайно провести спеціальне засідання Верховної Ради України й ухвалити рішення про позбавлення депутатської недоторканності депутатів, які обґрунтовано підозрюються у скоєнні злочинної діяльності, зокрема «кришуванні» злочинності в регіоні. Це гарантія, яка дасть можливість провести об'єктивне розслідування та притягнути винних, хто б це не був, до відповідальності. |

#### Золтан Ленд'єл
Міський голова Мукачевого, член партії «Єдиний центр» (керівник — Віктор Балога) Золтан Ленд'єл навів дві причини стрілянини: або бійці «ПС» хотіли поділити бізнес контрабандних сигарет, або вони насправді хотіли покласти йому край і навести лад на Закарпатті. Якщо мав місце другий варіант, то тоді, за словами Ленд'єла, і президенту, і прем'єр-міністру, і всім силовикам слід відкрито заявити, що вони не в стані впоратись із контрабандою в області. Він зазначив, що раніше всі проблеми з переділом контрабанди в Закарпатській області вирішувалися мирним шляхом.

### У світі
- Європейський Союз — Глава представництва ЄС в Україні посол Ян Томбінський наголосив на виключному праві державних органів на використання зброї та забезпечення громадського порядку. ЄС очікує, що інцидент буде ретельно розслідуватися владою і виконавці протиправних дій будуть притягнуті до відповідальності[35]

- Угорщина посилила охорону на кордоні з Україною, було зменшено пропуск українців, митники більш прискіпливо перевіряли автомобілі. Також були встановлені додаткові поліцейські патрулі, які повторно перевіряють авто, що перетнули кордон.[36]

- Словаччина — поліція та прикордонна служба вжили підвищених заходів безпеки. Прес-секретар МЗС Словаччини Петер Стано зазначив, що за необхідності поліція та прикордонники вживатимуть подальших заходів, і що інцидент не має вплинути на питання візового режиму з Україною.[37]

- США — представник Державного департаменту США Джон Кірбі заявив, що США вважають неприйнятними прояви насильства із застосуванням зброї в Україні, і підкреслюють необхідність забезпечувати верховенство закону.[38]

## Факти
- Першими на місці стрілянини опинилися особи, які кілька хвилин по тому від початку перестрілки передали відео на сайт самопроголошеної Новоросії.[39]
- Конфлікт значною мірою було спровоковано діями керівництва УМВСУ та УСБУ в Закарпатській області, оскільки керівники цих органів не були поінформовані про зустріч представників «ПС» із Ланьом і брали участь в організації цієї зустрічі та її оперативному супроводі.
- На той час СБУ в Закарпатській області не мало постійного начальника. Після усунення з посади 11 серпня 2014 року попереднього голови Любенкова Віктора Пилиповича, тимчасовим начальником там був Володимир Гелетей. Його було усунено від посади на період проведення розслідування. З 20 липня 2015-го СБУ на Закарпатті очолив Олег Воєводин.[24]
- На початку листопада 2015 р. Гелетея було поновлено на посаді заступника начальника Управління, незважаючи на критику в його адресу з боку ЗМІ. "Звіт Тимчасової слідчої комісії Верховної Ради України з питань розслідування обставин конфлікту в Закарпатській області про виконану роботу" вказував на те, що саме за керування Гелетея "внаслідок неефективної діяльності УСБУ в Закарпатській області щодо протиправних подій, які відбувалися протягом 2014-2015 років за участю членів ДУК ВПР „Правий Сектор”, позаслужбових неформальних та родинних зв'язків підозрюваного Р. Стойка з працівниками УСБУ в Закарпатській області, особи, які брали участь у зазначених подіях від ДУК ВПР „Правий Сектор” відчували безкарність та вседозволеність у здійсненні протиправних дій. Той факт, що розшукувані особи досі не знайдені, може свідчити про спеціальну спрямованість (на уникнення розшукуваних осіб від відповідальності) керування пошуковою операцією, яке здійснювалося Гелетеєм В.В. після подій 11 липня 2015".[24] Заступник начальника Мукачівського міжрайонного відділу СБУ Анатолій Гурцик, опосередковано причетний до подій 11 липня 2015 року, восени 2015-го переведений на посаду начальника новоствореного Свалявського міжрайонного відділення УСБУ.
- У МВС заявляли, що 2014 року на Львівщині було затримано автомобіль з представниками «Правого сектора», що перевозили зброю та боєприпаси з території АТО. В автомобілі знайшли зброю, яка належала співробітнику УСБУ в Закарпатській області Щадею Василю Васильовичу, мешканцю Мукачевого, що могло свідчити про тісні зв'язки між представниками ПС та співробітниками УСБУ в Закарпатській області.
- Нардеп і олігарх Балога причетний до фінансування закарпатського Правого Сектора [40]
- Комбат підрозділу ПС «Сонечко», що брав участь у протистоянні, Роман «Чесний» Стойка, у минулому працював у правоохоронних органах, звідки був звільнений через службову невідповідність. Через півроку після ПС виключив Романа Стойку зі своїх лав.[41]
- 2013 — Стойка був затриманий за контрабанду сигарет із залученням дельтаплана.[42] Його батьком виявився  полковник СБУ Стойка Василь Йосипович (1958 року народження, уродженець села Яблунівка Хустського району, прописаний у м. Хуст), екс-начальник представництва внутрішньої безпеки при Закарпатському УСБУ. Полковник Стойка заперечив участь сина у контрабанді, стверджуючт, що згодом справу закрили.[43] 2013 року Роман Стойка був затриманий за контрабанду сигарет із залученням дельтаплана.[42] Тим не менш, "Звіт Тимчасової слідчої комісії Верховної Ради України з питань розслідування обставин конфлікту в Закарпатській області про виконану роботу" вказував також наступний факт: «Підозри щодо неналежного реагування з боку УСБУ в Закарпатській області на діяльність вказаної організованої групи посилює те, що рідний брат підозрюваного Романа Стойки — Богдан Стойка є співробітником Центрального апарату Служби безпеки України, а отже, має можливість інформувати Р. Стойку (якщо не прямо, то опосередковано) стосовно дій, які здійснюються СБ України з розшуку осіб, причетних до стрілянини у місті Мукачевому 11 липня 2015 року».[24] Станом на 2018 р. підполковник Стойка Богдан Васильович згаданий уже, як оперуповноважений Хмельницького обласного управління СБУ, що можна розглядати як фактичне кадрове пониження.